# Sorsogon
Sorsogon é um província de  segunda classe de renda da província (d) na região Região de Bicol (Região V), nas Filipinas. De acordo com o censo de 1 de maio  de  2020 possui uma população de 828 655 pessoas e 166 106 domicílios.
A sua capital é Cidade de Sorsogon.

## Subdivisões
Municípios
- Barcelona
- Bulan
- Bulusan
- Casiguran
- Castilla
- Donsol
- Gubat
- Irosin
- Juban
- Magallanes
- Matnog
- Pilar
- Prieto Diaz
- Santa Magdalena

Cidade
- Cidade de Sorsogon